# Papierloze lening
Een papierloze lening is een lening die uitsluitend online of via de telefoon wordt geregeld, zonder dat de lener papieren formulieren hoeft in te vullen of fysiek te ondertekenen. Documenten kunnen nog steeds nodig zijn om de lening goed te keuren, maar deze worden online ingediend met gescande of elektronische kopieën. De voordelen zijn dat het de tijd die nodig is om een leningsaanvraag te verwerken, vermindert, processen geautomatiseerd kunnen worden en beslissingen sneller genomen kunnen worden.
Een papierloze leenprocedure maakt het gemakkelijker voor de kredietinstelling om leningaanvragen te ontvangen en te verifiëren voordat ze goedgekeurd worden. Potentiële leners geven misschien de voorkeur aan het digitale leenproces omdat ze dan niet naar het filiaal van de kredietverstrekker hoeven te gaan en handmatige geen formulieren hoeven in te vullen.
Papierloze leningen worden normaal aangeboden wanneer de omstandigheden van de lener eenvoudig zijn, d.w.z. mensen met een vast salaris met een goede kredietscore, en documenten kunnen mogelijk niet vereist zijn als de informatie elektronisch geverifieerd kan worden. Ze worden ook aangeboden door payday-leners en alleen online werkende leningsbedrijven voor kleinere leningen. De kredietverstrekkers kunnen het proces heel eenvoudig maken en in plaats van rentepercentages te vermelden, zullen ze de lening uitdrukken in de vorm van een vergoeding die wordt betaald wanneer de lening wordt terugbetaald, wat kan gelijkstaan aan zeer hoge rentetarieven.
Papierloze leningen ontwikkelden zich in de jaren 2010 toen internet en mobiele toegang gemakkelijk beschikbaar werden, kredietverstrekkers elektronische verificatie van de lener konden gebruiken om leningsbeslissingen te nemen, en elektronische handtekeningen beschikbaar werden en wettelijk werden geaccepteerd.

## Kritiek
Volgens critici richten papierloze kredietverleners zich op kwetsbare mensen als doelgroep, zoals mensen uit lage-inkomensklassen, door de nadruk te leggen op de eenvoud van het verkrijgen van een lening, ongeacht of het doelpubliek kwetsbaar is en niet bekend is met het terugbetalingsproces, en het aanrekenen van hoge rentetarieven.